# Ансон, Джордж, 1-й барон Ансон
Джордж Ансон, 1-й барон Ансон (англ. George Anson, 1st Baron Anson; 23 апреля 1697 — 6 июня 1762) — британский адмирал, знаменитый своим кругосветным плаванием.

## Биография
Джордж Ансон поступил во флот в феврале 1712 года в пятнадцатилетнем возрасте, уже в 1716 году, в девятнадцать лет, получил звание лейтенанта, а через два года — звание пост-капитана. В 1737 году  он командовал 60-пушечным  линейным кораблём «Центурион». В 1740 году, перед началом Войны за австрийское наследство, был послан в Южную Америку командующим эскадрой — для нападения на испанцев в конфликте, известном как Война за ухо Дженкинса.

## Кругосветное плавание
Богатства испанской Америки не давали покоя англичанам; многочисленные галеоны с золотом и серебром, следовавшие в Испанию, возбуждали умы всей Европы. В итоге было решено отправить экспедицию в испанскую Америку для захвата галеонов и городов. Было предложено множество планов экспедиции, по одному из которых нужно было захватить столицу Перу город Лима, богатейшее в то время поселение, а также по возможности поднять индейские восстания против испанской короны в колониях; другой план предусматривал захват Манилы. Планов было много, но сформированная под командованием Ансона для этих целей эскадра особой силой не отличалась, в её составе находилось лишь шесть кораблей:
- HMS Centurion (флагман, водоизмещение 1005 тонн, 60 пушек, команда 400 человек)
- HMS Gloucester (853 тонны, 50 пушек, 300 человек)
- HMS Severn (853 тонны, 50 пушек, 300 человек)
- HMS Pearl (600 тонн, 40 пушек, 250 человек)
- HMS Wager (599 тонн, 24 пушек, 120 человек)
- HMS Tryal (200 тонн, 8 пушек, 70 человек)

В состав эскадры входили ещё два судна снабжения: «Anna» и «Industry». В ходе экспедиции в результате различных бедствий от эскадры остался один лишь транспорт «HMS Centurion». Два корабля эскадры, «HMS Severn» и «HMS Pearl», после шторма при прохождении мыса Горн, были вынуждены повернуть обратно в Англию. У берегов Чили разбился корабль «HMS Wager». Прежде, чем адмирал Ансон достиг островов Хуана-Фернандеса, в его эскадре оставалось лишь три корабля, а численность команды из-за различных болезней и бедствий уменьшилось с 961 до 335 человек.
В результате всех злоключений никакой речи не могло быть о захвате Лимы или других крупных городов, хотя отсутствие каких-либо значительных испанских сил на тихоокеанском побережье позволило Ансону напасть на маленький портовый город Пайта в Перу (13–15 ноября 1741 года); у побережья было также захвачено несколько судов с небольшой добычей. Постоянная убыль команды из-за цинги вынудила Ансона собрать всю команду на «Центурионе», оставив остальные корабли. Ансон ничего не знал о судьбе кораблей «HMS Severn» и «HMS Pearl», поэтому выжидал их в одном из мест возможного сбора для объединения сил и возможного нападения на Панаму.
Не дождавшись этих двух кораблей, Ансон решил идти в Макао с заходом для отдыха на остров Тиниан. В Макао он продал китайцам часть добычи, но с местными жителями не поладил и вынужден был снова выйти в море. Ансон избегал вступать в бой с испанцами ещё и потому, что допускал возможность изменения политической ситуации: не знал, всё ли ещё Великобритания воюет с Испанией. Затем Ансон решил отправиться к берегам Филиппин для перехвата торговых судов, курсировавших между Филиппинами и Мексикой. Ему встретилось легковооружённое испанское торговое судно «Nuestra Señora de Covadonga», которое после первого залпа «Центуриона» сдалось англичанам; на судне была обнаружена судовая книга, из которой было ясно, что война продолжается. На судне было захвачено 1 313 843 испанских пиастров, что стало самой большой добычей за всё плавание. Новое появление Ансона в Китае было вновь встречено с тревогой европейскими торговцами и властями, опасавшихся, что порт будет использоваться для военных действий, а также разрывом торговых отношений с Манилой.
7 декабря 1743 года Ансон, продав призовой корабль за очень низкую цену в 6000 долларов, отплыл в Великобританию. Слухи о его богатой добыче уже дошли до Европы, и он опасался за исход своего путешествия. 11 марта 1744 года «Центурион» миновал мыс Доброй Надежды и пополнил команду в Кейптауне, 15 июня вошел в Ла-Манш, где благодаря туману не был замечен французской эскадрой, и благополучно достиг Англии.
Из 1900 человек, отплывших из Англии, обратно прибыло, совершив кругосветное плавание, только 188 человек, всего же осталось в живых, вместе с командами вернувшихся ранее «HMS Severn» и «HMS Pearl», 500 человек.
По возвращении адмирал Ансон стал знаменитостью и получил аудиенцию к королю, а  доставленная им добыча была выставлена на обозрение публики на улицах Лондона. Споры о выплате призовых закончились разбирательством в суде, где основной спор касался вознаграждения офицеров, перешедших на флагман с кораблей «Gloucester» и «Tryal», поскольку Ансон официально не зачислил их в команду. Офицеры же справедливо полагали, что без их помощи «Centurion» никогда бы не добился таких успехов, и хоть поначалу суд принял их сторону, впоследствии им всё же была выплачена намного меньшая сумма в 500 фунтов стерлингов против 6000 фунтов стерлингов, заплаченных остальным офицерам. Адмирал Ансон получил 3/8 от общей суммы добычи, которая, по некоторым оценкам, достигала суммы в 91000 фунтов. Жалование же за всё почти четырёхлетнее плавание составила всего 719 фунтов. Простые матросы получили вознаграждение в 300 фунтов, что составляло их заработок примерно за 20 лет.

## Последующая карьера
После прибытия в Великобританию Ансон становится членом британского парламента (1744–1747). В 1747 году британская эскадра под командованием адмирала Ансона разбила французов в битве у мыса Финистерре, захватив четыре линейных корабля, два фрегата и семь торговых судов. Впоследствии Ансон стал очень популярной политической фигурой, был повышен до вице-адмирала и получил звание пэра с титулом барон Ансон-Собертон. С 1751 по 1756 и с 1757 год до своей смерти в 1762 году был 1-м лордом Адмиралтейства.

## Память
В честь адмирала Ансона впоследствии в британском флоте было названо 9 кораблей. В Северной Каролине в честь адмирала Ансона назван округ Ансон, также в его честь назван городок Ансонсборо в Южной Каролине.